# Henry Hulme
Henry Rainsford Hulme (* 9. August 1908 in Southport; † 8. Januar 1991 in Basingstoke) war ein britischer Physiker. Er war wesentlich an der Entwicklung der britischen Wasserstoffbombe beteiligt.

## Laufbahn
Hulme besuchte die Manchester Grammar School, wo er sich als Schüler auszeichnete, und studierte ab 1926 Mathematik und Physik an der Universität Cambridge (Gonville and Caius College). 1929 erhielt er nach den mathematischen Tripos-Prüfungen seinen Bachelor-Abschluss und 1932 wurde er promoviert mit einer Dissertation über die Absorption von Röntgenstrahlen in Atomen. Er studierte auch an der Universität Leipzig. In Cambridge tat er sich ebenfalls als Student in theoretischer Physik hervor (er erhielt 1931 den Smith Prize) in der Gruppe von Ralph Fowler. 1932 bis 1938 war er Fellow des Gonville and Caius College. 1936 bis 1938 war er Lecturer an der University of Liverpool. 1938 wurde er Chefassistent des Astronomer Royal Harold Spencer Jones am Königlichen Observatorium in Greenwich (als Nachfolger von W. M. H. Greaves). Er galt als möglicher Nachfolger von Jones, als der Zweite Weltkrieg ausbrach und er zu kriegswichtigen Arbeiten abgestellt wurde. Zunächst leitete er die Entwicklung der Entmagnetisierung von Schiffen als Maßnahme gegen Seeminen (Degaussing), ab 1942 war er in der Operations Research Group unter Patrick Maynard Stuart Blackett. Zuletzt war er Direktor Operational Research bei der Admiralität. Nach dem Krieg kehrte er nicht wieder an das Observatorium in Greenwich zurück, sondern war Berater im Luftfahrtministerium, wobei er auch das Manhattan Project in den USA besuchte. 1947 wurde er Rektor des Canterbury University College in Neuseeland. Dort war er auch Sekretär der Royal Astronomical Society of New Zealand. Am College kam er bald in Konflikt mit seinen Kollegen durch eigenmächtige Handlungen und reichte nach einem Misstrauensvotum im März 1954 seine Kündigung ein. Er sollte noch bis Januar 1955 seine Position als Rektor einnehmen, als der Mordprozess um seine Tochter (der Mordfall Parker-Hulme) seine Abreise im Juli 1954 veranlasste.
Nach der Rückkehr nach England war er Wissenschaftler beim Atomic Weapons Research Establishment (AWRE) in Aldermaston, damals unter Leitung von William Penney. Er war wesentlich an der Entwicklung der britischen Wasserstoffbombe beteiligt und wurde 1959 Leiter der Kernforschung (Chief of Nuclear Research) beim AWRE. Er war Sprecher für Großbritannien bei den internationalen Verhandlungen zu Kernwaffentests in Genf und war an vielen Tests britischer Wasserstoffbomben beteiligt. 1973 ging er in den Ruhestand.
1947 erhielt er einen Ehrendoktor (Sc. D.) des Gonville and Caius College. Als Astronom befasste er sich unter anderem mit Beobachtungsfehlern und der Sonnenatmosphäre.

## Privates
Hulme war zweimal verheiratet: Seit 1937 mit Hilda Marion Reavley (1912–2004), von der er sich 1955 scheiden ließ, und von März 1955 bis zu deren Tod im Dezember 1990 mit Margery Alice Ducker Sullivan (1908–1990), einer Tochter von Sir James Alexander Cooper, KBE. Er war der Vater der Krimiautorin Anne Perry (Juliet Hulme, 1938–2023), die mit ihrer Freundin Pauline Parker (* 1938) 1954 Angeklagte in einem spektakulären Mordprozess in Neuseeland war (Parker-Hulme-Fall), verfilmt als Heavenly Creatures (1994). In dem Film wird Hulme durch Clive Merrison dargestellt. Hulme selbst nahm an dem Prozess nicht teil, sondern reiste vorher mit seinem Sohn Jonathan Rainsford Hulme (* 1944) an Bord der Himalaya ab, wobei er seine Tochter vor der Presse verurteilte (das einzige Mal, dass er sich zu dem Fall äußerte).

## Schriften
- Nuclear Fusion, Wykeham Publications 1969

| Personendaten    | Personendaten          |
| ---------------- | ---------------------- |
| NAME             | Hulme, Henry           |
| ALTERNATIVNAMEN  | Hulme, Henry Rainsford |
| KURZBESCHREIBUNG | britischer Physiker    |
| GEBURTSDATUM     | 9. August 1908         |
| GEBURTSORT       | Southport              |
| STERBEDATUM      | 8. Januar 1991         |
| STERBEORT        | Basingstoke            |